# La Maçana (Camarasa)
La Maçana és un nucli del terme municipal de Camarasa (Noguera). El 2019 tenia 4 habitants. Està situat a l'esquerra de la Noguera Pallaresa.
Fou municipi independent fins a mitjans del segle xix quan s'integrà a Fontllonga. i posteriorment, Fontllonga i els seus agregats van ser annexionats al municipi de Camarasa al 1970.